# ジョリー (格闘家)
ジョリー（1997年4月23日 - ）は、日本の男性総合格闘家。MFL team CLUB es所属。師匠は安保瑠輝也。安保のYouTubeチャンネルのメンバーとしても活動。本名、四至本ジョリー竜馬（ししもとジョリーりょうま）。和歌山県出身。

## 来歴
日本人の父とフィリピン人の母との間に神奈川県横浜市で生まれ、和歌山県で育つ。暴走族に入り、喧嘩を繰り返した末に5回ほど傷害で逮捕され、高校2年生の時に高校を退学になる。傷害事件で1400万円の慰謝料を請求されたことで、両親から「自分で払え。いい企業に入るために高校に入り直せ」と言われ、高校に入り直して20歳で高校を卒業。
また、慰謝料の支払いのためにキャッチの仕事などの夜の仕事を始め、20歳(2017年)でキャバクラ店を経営。以降4年にわたって4店舗の店を経営していたが、2020年に安保瑠輝也のYouTube企画に喧嘩自慢として出演し、スカウトされて安保に弟子入りする。格闘技に専念するために店はすべて売却し、2021年に安保のYouTubeチャンネルのメンバーに加入。
また、かつて経営していたキャバクラ店に体験入店していた清水ゆりをマネージャーにし、清水とともに2022年以降YouTubeチャンネルやTikTokなどでも活動している。同年10月に清水と結婚しており、2024年12月に結婚の事実を公表した。

### 格闘家としての主な経歴
- 2017年7月16日、アマチュア修斗東海選手権バンタム級トーナメント優勝[10]。

- 2018年1月21日、GLADIATORの大会「GLADIATOR 005 in OSAKA」で上田祐起と対戦し、1RTKO勝ち[11][12]。(プロデビュー戦)
- 2018年6月3日、GLADIATORの大会「GLADIATOR × DEMOLITION」で井口翔太と対戦し、2R開始1秒でドクターストップによるTKO勝ち[11][13]。(プロ2戦目)

### BreakingDown出場以降
2022年7月に開催された「BreakingDown5」でBreakingDownに初出場。「在日中国人の中で喧嘩最強」を自称するチョン・ツーウェイとキックルールで対戦し、判定5-0で勝利。同年11月に開催された「BreakingDown6」では、BreakingDown対THE OUTSIDERの対抗戦に出場し、THE OUTSIDER出身の萩原裕介と対戦。延長判定の末に勝利したが、試合後に病院へ搬送されて眼窩底骨折と診断された。
2023年2月開催の「BreakingDown7」では、前試合に引き続きTHE OUTSIDER出身の啓之輔と対戦が決定。試合前日記者会見では啓之輔を挑発し、揉み合いになる場面があった。試合は延長の末に判定4-1で勝利したが、啓之輔が判定に納得が行かないと主張。これを受けて翌3月開催の「BreakingDown7.5」のメインカードとして啓之輔との再戦が決定。試合前日記者会見では啓之輔にビンタするなど、前試合に引き続き挑発的な態度で臨んだ。また、完全決着をつけるために1分3ラウンドルールで試合が行われることとなった。試合は更に1ラウンド延長した末に、判定2-1で勝利。
2023年5月開催の「BreakingDown8」では日韓対抗戦に出場し、ROAD FC出身のパク・ヒョングンと対戦。判定0-5で初のBreakingDownでの敗北となった。同年10月開催の「BreakingDown9.5」で大阪喧嘩自慢のシェンロンとの対戦が決まっていたが、練習中に眼窩底骨折の怪我を負い、欠場することとなった。
2024年2月開催の「BreakingDown11」でBreakingDownに復帰。「地下格レジェンド対抗戦」に出場し、地下格闘技団体「三河幕府」の貴aka悪魔王子と対戦し、判定5-0で勝利。ここまでBreakingDownではキックルールで対戦してきたが、同年6月開催の「BreakingDown12」ではRIZINファイターのYUSHIとMMAルールでの対戦が決定。「BreakingDown12」のオーディションでは、RIZINへの出場を見据えてYUSHIを対戦相手に指名し、YUSHIとの試合に勝った場合にはRIZINへの出場交渉への同行をBreakingDown CEOの朝倉未来に依頼した。試合は飛び膝蹴りからのパウンドアウトで1RKO勝利。
YUSHI戦での勝利を受けて、朝倉未来同行のもとRIZIN CEOの榊原信行に直談判しにいく動画が朝倉未来の公式YouTubeチャンネルで公開された。榊原はYUSHIとの試合内容および前日会見でのパフォーマンスを評価し、同年7月の超RIZIN.3ないし9月に開催されるRIZINへの出場を確約した。ところが、怪我の悪化により手術を免れなくなり、7月および9月のRIZINへの出場を断念することを報告した。
2025年3月に開催された「BreakingDown15」で怪我から復帰し、2024年12月31日に「雷神番外地」で三浦孝太にMMAルールでKO勝利した冨澤大智とのバンタム級61.0kg以下MMAルールでの対戦が決定した。試合は冨澤の左膝蹴りが顔面に直撃し、KO負け。

## 戦績

### プロ総合格闘技
| 総合格闘技 戦績 | 総合格闘技 戦績 | 総合格闘技 戦績 | 総合格闘技 戦績 | 総合格闘技 戦績 | 総合格闘技 戦績 | 総合格闘技 戦績 |
| --------------- | --------------- | --------------- | --------------- | --------------- | --------------- | --------------- |
| 2 試合          | (T)KO           | 一本            | 判定            | その他          | 引き分け        | 無効試合        |
| 2 勝            | 2               | 0               | 0               | 0               | 0               | 0               |
| 0 敗            | 0               | 0               | 0               | 0               | 0               | 0               |

| 勝敗 | 対戦相手 | 試合結果                        | 大会名                 | 開催年月日    |
| ○    | 井口翔太 | 2R 0:01 TKO（ドクターストップ） | GLADIATOR × DEMOLITION | 2018年6月3日  |
| ○    | 上田祐起 | 1R 1:07 TKO（肘の負傷）         | GLADIATOR 005 in OSAKA | 2018年1月21日 |

### アマチュア総合格闘技
| 勝敗 | 対戦相手   | 試合結果                        | 大会名                                   | 開催年月日    |
| ○    | 秋元優志   | 1分3R終了 判定5-0               | BreakingDown16                           | 2025年7月13日 |
| ×    | 冨澤大智   | 1R 0:38 KO（左膝蹴り）          | BreakingDown15                           | 2025年3月2日  |
| ○    | YUSHI      | 1R 0:47 KO（左膝蹴り）          | BreakingDown12                           | 2024年6月2日  |
| ×    | 加藤裕彦   | 4分1R終了 判定1-2               | 全日本アマチュア修斗選手権 【2回戦】     | 2017年9月22日 |
| ○    | 阿部寛翔   | 4分1R終了 判定3-0               | 全日本アマチュア修斗選手権 【1回戦】     | 2017年9月22日 |
| ○    | 松原聖也   | 4分1R+延長1R終了 判定3-0        | 第6回東海アマチュア修斗選手権 【決勝】   | 2017年7月16日 |
| ○    | 守屋雅史   | 4分1R終了 判定3-0               | 第6回東海アマチュア修斗選手権 【準決勝】 | 2017年7月16日 |
| ○    | 加々美賢人 | 4分1R終了 判定3-0               | 第6回東海アマチュア修斗選手権 【1回戦】  | 2017年7月16日 |
| ○    | 若松翼     | 1R 0:10 TKO（ドクターストップ） | JMMAF Kansai 19                          | 2017年2月18日 |

### アマチュアキックボクシング
| 勝敗 | 対戦相手           | 試合結果                 | 大会名                                            | 開催年月日    |
| ○    | 貴aka悪魔王子      | 1分1R終了 判定5-0        | BreakingDown11                                    | 2024年2月18日 |
| ×    | パク・ヒョングン   | 1分1R終了 判定0-5        | BreakingDown8                                     | 2023年5月21日 |
| ○    | 啓之輔             | 1分3R+延長1R終了 判定2-1 | BreakingDown7.5                                   | 2023年3月31日 |
| ○    | 啓之輔             | 1分1R+延長1R終了 判定4-1 | BreakingDown7                                     | 2023年2月19日 |
| ○    | 萩原裕介           | 1分1R+延長1R終了 判定5-0 | BreakingDown6 【BreakingDown×THE OUTSIDER対抗戦】 | 2022年11月3日 |
| ○    | チョン・ツーウェイ | 1分1R終了 判定5-0        | BreakingDown5                                     | 2022年7月17日 |
| ×    | 虎之介             | 3分1R終了 判定0-3        | Blue☆Star                                         | 2022年4月10日 |

## 獲得タイトル
- アマチュア修斗東海選手権バンタム級優勝（2017年）